# Sphyraena ensis
Sphyraena ensis är en fiskart som beskrevs av Jordan och Gilbert 1882. Sphyraena ensis ingår i släktet Sphyraena och familjen Sphyraenidae. IUCN kategoriserar arten globalt som livskraftig. Inga underarter finns listade i Catalogue of Life.